# Österreich-Konvent
Der Österreich-Konvent war ein politischer Verfassungskonvent in Österreich. Er wurde am 2. Mai 2003 von einem Gründungskomitee eingerichtet, das die Aufgaben und die Zusammensetzung des Konvents festlegte, und beriet vom 30. Juni 2003 bis zum 31. Jänner 2005 über Vorschläge für eine grundlegende Staats- und Verfassungsreform. Unter dem Vorsitz von Franz Fiedler erstellte der Österreich-Konvent einen umfassenden Bericht, welcher am 28. Jänner 2005 präsentiert wurde. Vom Bundeskanzler wurde der Bericht dem Nationalrat übermittelt, wo seit dem 5. Juli 2005 in einem Ausschuss über den weiteren Weg der Staats- und Verfassungsreform beraten wurde. 
Anlässlich des zehnjährigen Jubiläums des Konvents im Jahr 2015 wurde festgestellt, dass nur wenige Projekte seitdem umgesetzt und die wichtigsten Ziele des Österreich-Konvents als verfehlt erachtet wurden. Verwaltungsgerichte wurden allerdings eingeführt.
Ein neuer Österreich-Konvent mit sogenannten „Bürger*innenräten“ und „Bürger*innenbudget“ ist Teil von Planungen des SPÖ-Bundesvorsitzenden Andreas Babler. Über eine „Mitmach-Partei“ werde eine „Mitmach-Republik“ mit mehr Transparenz angestrebt.